# 弗朗西斯·培根 (画家)
法蘭西斯·培根（英語：Francis Bacon，1909年10月28日—1992年4月28日）是一位生于爱尔兰的英国画家，為同名英國哲學家異母兄的後代。其作品以粗犷、犀利，具强烈暴力与噩梦般的图像著称。中后期作品主体为在狭小空间内的玻璃或金属几何笼子里的抽象雄性肖像，背景通常为极平坦的平面。

## 早年
法蘭西斯·培根生于爱爾蘭都柏林，母亲是英籍爱尔兰人，父亲是英籍澳大利亚人。培根的父亲是參加過第二次布爾战争的退伍军人，后来成为赛马师。培根的母亲是雪菲爾铁矿煤矿商人的女儿。培根的曾曾祖母夏洛特·哈利曾是喬治·戈登·拜倫男爵的亲密伴侣，拜倫称夏洛特·哈利为Ianthe，并以自己著名的诗《Childe Harold's Pilgrimage》向她致敬。培根很少谈及家族史，更倾向把自己描绘成遠離家族传统的异端。
培根有一个哥哥哈利與两个妹妹、一个弟弟愛德華。他被康沃尔人保姆抚养长大儿时的培根是身体不太健康，有哮喘病并且对狗和马都强烈过敏的孩子，经常需要嗎啡来减缓过敏症状。1911年，培根迁至伦敦，离当时培根父亲工作的地方非常近。

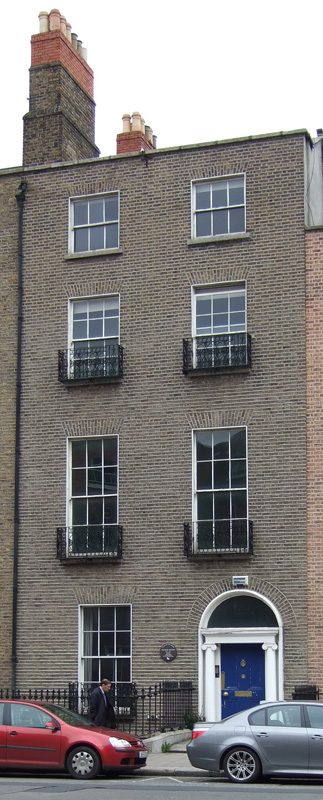
法蘭西斯·培根出生地

二战結束以后，培根回到爱尔兰與外祖母和继祖父同住。培根的父亲后来从岳母购得这一处地产，尽管如此，他们随后又迁至内斯，這裡是培根母亲的出生地。
培根是害羞的孩子，但是他很喜欢变装。这个习惯和女性化的举止经常惹怒他的父亲，导致父子关系的疏远。曾经有这样的说法：培根的父亲会让他们家族的马夫用马鞭鞭打幼时的培根。1924年，培根的父母移居至格洛斯特郡。1924年的第三学期至1926年的4月，培根在切爾滕納姆的寄宿学校里待了18个月。这是培根仅有的正式教育，他在被开除之前就自請退学。

## 伦敦、柏林和巴黎
1926年的秋冬，法蘭西斯·培根每星期从母亲信托基金得到的3英镑补贴在伦敦過日子。法蘭西斯·培根大量阅读尼采作品。为了生活，他尝试着工作，虽然他喜欢烹饪，但是很快就厌倦这项工作。他也试着在苏活区服装店工作，可是在给雇主写了一封恐吓信后被辞退了。培根发现他吸引富有的男性，很快的学会享受上等的食物和红酒。其中一位被他吸引的男士哈庫特-史密斯是父亲在军队里的朋友，也是一名赛马师。培根后来说他的父亲知道他认识哈庫特-史密斯，并且曾经嘱咐他教導培根如何成為男人。培根虽然与其父亲难以共处，但也承认曾深深被父亲吸引。培根的父亲清楚哈庫特-史密斯雄浑阳刚的气概，但是却对他喜欢年轻男人的爱好一无所知。
1927年初，哈庫特-史密斯带着培根来到柏林。培根在柏林看了弗里茨·朗的《大都會》與谢尔盖·爱森斯坦的《战舰波将金号》。
培根在柏林待了两个月，哈庫特-史密斯在待了一个月之后就走了。“他很快就厌倦了我，跟着一个女人走了……我不知道应该怎么做，所以我就多待了一阵子，后来因为存了一点钱，我决定去巴黎”。培根在巴黎待了一年半。他在偶然的聚会遇见钢琴家和鉴赏家Yvonne Bocquentin。深知自己需要学会法语，培根在Bocquentin家里住了三个月，在此期间，他经常进入巴黎市区参观画廊。
培根看到尼古拉·普桑的畫作《諸聖嬰孩殉道慶日》，此画对培根的作品产生影响，在以后的创作中经常被借鉴，他决定开始绘画。1927年，毕加索在巴黎保羅·羅森堡画廊一共展出106件作品，唤醒培根决定追求艺术的决心。
培根也在1927年4月在巴黎歌剧院觀看阿貝爾·岡斯的史诗电影《拿玻崙》。从1927年秋天起，培根居住在蒙帕納斯。

## 回归伦敦
培根于1928年底或1929年初回到伦敦，开始室内设计师工作。培根将一间车库改装成工作室，并与埃里克·阿爾登（随后成为培根作品第一位收藏者）和培根的保姆（Jessie Lightfoot）一起同住。在1929年出版的艺术杂志《Cahiers d'Art》第一期中，培根看到毕加索的人物肖像出现在编辑Christian Zervos的文章中：Picasso à Dinard, Été 1928。1927年，巴黎新古典主义羅森堡画展和1928年的《Cahiers d'Art》杂志中Les Baigneuses和Le Baiser指引培根艺术道路的前進方向。
培根和Geoffrey Gilbey成为朋友，培根随后成为了赛马记者并一度成为Gilbey的秘书。Gilbey在切尔西拥有一处房产。培根一度发布“绅士作陪（Gentleman's Companion）广告。在保姆精挑细选的众多回复中，有一位是道格拉斯·庫柏的表亲，当时是英国现代艺术的收藏家。这位绅士除了款偿培根的服务之外，为培根找到了伦敦电话接线员的工作；藉由庫柏的帮助，培根更进一步成为室内家具设计师。庫柏同时委托培根为其制作了一张灰色的桌子。
1929年培根在伦敦擔任电话接线员时遇到了埃里克·霍爾。埃里克·霍爾之后成为培根的爱人，开始一段扭曲甚至残酷的情爱关系。

## 畫家生涯

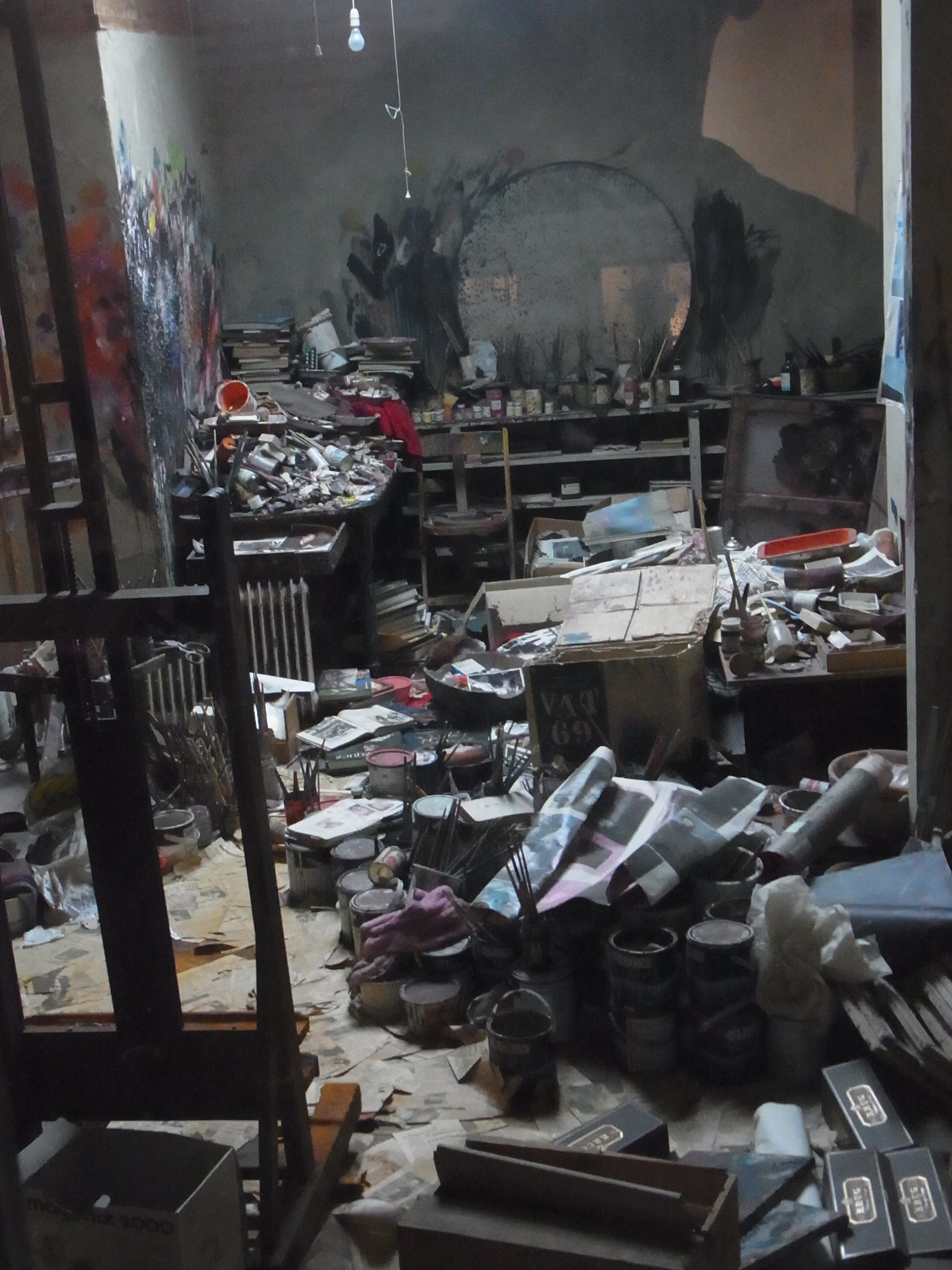
培根的工作室

培根于20年代开始绘画，直到30年代初，仅有零星创作，绘画只是他的兴趣，当时他是一位室内、地毯和家具设计师。他的突破性作品是1944年的三联画《十字架底下人物的三张习作》，就是这一件作品和其从40年代末期到60年代初期的抽象头部肖像和身体肖像，为其本人奠定了抽象肖像始祖级的大师地位。
从60年代中期开始到70年代初，培根主要的作品是他朋友们的小型头部肖像。他经常在访谈里说他所能看见的图像是“连续的”。在其艺术生涯中，每一段时期培根都会专注于一个主题（包括其受难系列、教皇肖像和后来的单联及三联的头部肖像系列），其中《教皇》肖像是受到西班牙畫家委拉斯蓋茲同樣主題的作品影響而創作。培根于40年代中开始以耶稣受难为主题进行各样创作，随后转移到半人半兽的肖像，最好的例子是1949年的作品《Heads in a Room》系列。随着1971年培根第二位爱人喬治·戴爾（George Dyer）的自杀，培根的艺术创作变得更私人，更集中于创作者的感受，同时也变得更内向、黑暗與矛盾；死亡和腐朽变成了重要的主题。晚期培根的创作顶点是1982年的《自画像习作》，和其最著名的杰作《自畫像習作－三聯畫，1985－86》。喬治·戴爾死前培根是一名存在主义者，尽情享乐，经常和盧西安·弗洛伊德、約翰·迪金、丹尼爾·法爾森、傑弗瑞·伯納德、穆里爾·貝爾切爾、亨利塔·莫瑞斯和其他人在伦敦红灯区苏活酗酒赌博。喬治·戴爾死后培根渐渐淡出这种生活，也减少了寻花问柳的次数，最终与約翰·愛德華茲（John Edwards）建立了他人生的最后一段恋爱关系。
自从培根死后，其声誉与知名度逐步提高。他的作品获得大众的敬仰和等量的排斥。玛格丽特·撒切尔曾经对培根做出这样的阐述：“那一位画那些可怕的画的人”。培根在世时是泰特美術館两度回顾展的主角，并于2008年在同一间美术馆得到了他第三次的回顾展。培根坚称自己从不对其创作草图准备，只有即兴创作；可是他死后有部分草图被大众发现。虽然泰特美術館肯定了这些草图的真伪及其合理性，艺术市场还未能承认这些作品。1990年代初期，几张被认为已经毁掉的作品，包括50年代初期的《教皇》和60年代的《头像》重新浮现在艺术市场，这些作品同样得到了大众的肯定。

## 傳記
- Archimbaud, Michel (1994) Francis Bacon: The Final Vision New York: Phaidon Press ISBN 0-7148-2983-8
- Bacon, Francis (1998) Francis Bacon: Important Paintings from the Estate Tony Shafrazi gallery ISBN 1-891475-16-9
- Baldassari, Anne (2005) Bacon-Picasso: The Life of Images London: Flammarion ISBN 2-08-030486-0
- Brighton, Andrew (2001) Francis Bacon London: Tate Publishing Ltd ISBN 1-85437-307-2
- Cappock, Margarita (2005) Francis Bacon's Studio London: Merrell Publishers Ltd ISBN 1-85894-276-4
- Deleuze, Gilles (2004) Francis Bacon: The Logic of Sensation Continuum International Publishing Group - Mansell ISBN 0-8264-7318-0
- Domino, Christophe (1997) Francis Bacon London: Thames and Hudson Ltd ISBN 0-500-30076-3
- Edwards, John (2001) 7 Reece Mews: Francis Bacon's Studio London: Thames & Hudson Ltd ISBN 0-500-51034-2
- Farson, Daniel (1994) The Gilded Gutter Life of Francis Bacon London: Vintage ISBN 0-09-930781-2
- Gale, Matthew; Sylvester David (1999) Francis Bacon: Working on Paper London: Tate Publishing Ltd ISBN 1-85437-280-7
- Hammer, Martin (2005) Bacon and Sutherland Boston: Yale University Press ISBN 0-300-10796-X
- Hammer, Martin (2005) Francis Bacon: Portraits and Heads Edinburgh: National Galleries of Scotland ISBN 1-903278-66-X
- Harrison, Martin (2005) In Camera, Francis Bacon: Photography, Film and the Practice of Painting Thames & Hudson ISBN 0-500-23820-0
- Harrison, Martin; Daniels, Rebecca (2009) Francis Bacon Incunabula Thames & Hudson ISBN 978-0-500-09344-3
- Kundera, Milan; Borel, France (1996) Bacon: Portraits and Self-portraits London: Thames & Hudson Ltd ISBN 0-500-09266-4
- Peppiatt, Michael (1996) Francis Bacon: Anatomy of an Enigma London: Weidenfeld & Nicolson ISBN 0-297-81616-0
- Peppiatt, Michael (2006) Francis Bacon in the 1950s London: Yale University Press ISBN 0-300-12192-X
- Rothenstein, John (introduction); Alley, Ronald (Catalogue raisonnè and documentation) (1964) Francis Bacon Thames and Hudson Ltd
- Russell, John (1993) Francis Bacon London: Thames and Hudson Ltd ISBN 0-500-20271-0
- Schmied, Wieland (2006) Francis Bacon: Commitment and Conflict London: Prestel Verlag ISBN 3-7913-3472-7
- Sinclair, Andrew Francis (1994) Bacon: His Life and Violent Times. London, Sinclair Stevenson, 1993; New York, Crown
- Steffen, Barbara; Bryson, Norman (2004) Francis Bacon and the Tradition of Art Zurich: Skira Editore ISBN 88-8491-721-2
- Sylvester, David (1975, 1980, 1987) Interviews with Francis Bacon (revised edition 1993) London: Thames & Hudson ISBN 0-500-27475-4
- Sylvester, David (2000) Looking Back at Francis Bacon London: Thames & Hudson Ltd ISBN 0-500-01994-0
- Sylvester, David (1998) Francis Bacon: The Human Body London: Hayward Gallery ISBN 1-85332-175-3
- Sylvester, David (1996, 1997, 2002) About Modern Art: Critical Essays 1948-2000 revised edition, London: Pimlico ISBN 0-7126-0563-0
- Todoli, Vincente (2003) Francis Bacon: Caged. Uncaged. Lisbon: Fundacao De Serralves ISBN 972-739-109-5
- Van Alphen, Ernst (1992) Francis Bacon and the Loss of Self London: Reaktion Books ISBN 0-948462-34-5
- Zweite, Armin (2006) Francis Bacon: The Violence of the Real London: Thames and Hudson Ltd ISBN 0-500-09335-0

## 外部連結
- Bacon featured on an Emmy Award winning South Bank Show from 1985 （页面存档备份，存于）
- Documentary about Bacon and his views （页面存档备份，存于）
- Francis Bacon exhibition at Tate Britain, London, September 2008 - January 2009
- Overview of Francis Bacon market by Sarah Thornton （页面存档备份，存于）
- All hail a vulgar entertainer: As Tate Britain's Francis Bacon retrospective opens, Tom Lubbock applauds a shocking genius （页面存档备份，存于）
- Official Review of Francis Bacon Tate Modern Exhibit 2008-2009
- Francis Bacon in the Tate Collection （页面存档备份，存于）
- Francis Bacon Image Gallery （页面存档备份，存于） Extensive site with biography, images, and quotes
- The Francis Bacon Estate （页面存档备份，存于）
- Tate Collection （页面存档备份，存于）
- Francis Bacon Studio （页面存档备份，存于） The Hugh Lane Gallery Dublin
- Francis Bacon at the BBC: Celebrating the life and work of a great British artist （页面存档备份，存于） (BBC Archive)
- Scraps of Bacon （页面存档备份，存于） (BBC Radio 4 programme)
- Grey Gowrie's The Accelerated Grimace; an introduction to the 1988 Moscow exhibition （页面存档备份，存于）
- Michael Peppiatt, The paradox of Francis Bacon, Sunday Times, 14 September 2008 （页面存档备份，存于）
- "Francis Bacon: A Centenary Retrospective" at the Metropolitan Museum of Art - Charlie Rose interviews Curator Gary Tinterow